# Лох-Левен
Лох-Левен (англ. Loch Leven, шотл. гел. Loch Lìobhann) — прісноводне озеро в Шотландії.

## Географія
Озеро розташоване в області Перт-і-Кінросс в центрі Шотландії. Площа озера становить 13,3 км², а максимальна глибина — 25,5 м. Озеро має майже трикутну форму, максимальна довжина близько 6 км. Узимку замерзає на два тижні. Сток з озера на південний схід по 26-кілометровій річці Левен в затоку Ферт-оф-Форт. На західному березі озера розташоване місто Кінросс, в якому проживає близько 4 тисяч чоловік.

## Фауна
Через своєї невеликої глибини озеро Лох-Левен має важливе природоохоронне значення — взимку тут ночують гуски, у теплу пору року воно служить місцем відпочинку для перелітних водоплавних птахів (в основному качок). Озеро також широко відоме своїм рибальством. Різновид пстругу струмкового (лат. Salmo trutta), яка мешкає тут і відома як форель Лох-Левен (лат. Salmo levenensis), широко інтродукцірована по всьому світу.

## Острови
На озері Лох-Левен розташовано 7 островів. Найбільший з них, Сент-Серфс, знаходиться в південно-східній частині озера і має розміри кілометр на півкілометра. На острові знаходяться руїни стародавнього монастиря. На острові Касл розташований зруйнований замок Лохлевен, побудований на рубежі XIII—XIV століть, який служив місцем ув'язнення для багатьох відомих людей, в тому числі і королеви Шотландії Марії Стюарт. 1567 року вона підписала тут своє зречення від престолу. Під час її втечі навесні 1568 року ключі від замку було кинуто в озеро, де вони були і знайдені трьома століттями пізніше. Під час часткового осушення озера в 1827 році, викликаного випрямленням річки Левен, був знайдений сильно пошкоджений скіпетр з рукояткою зі слонової кістки і срібла, на якому можна було ще розглянути останні слова «Mary, Queen of Scots» (Марія, королева шотландців), а на острові Сент-Серфс була знайдена мармурова скульптура, ймовірно вона прикрашала колись одну з ніш монастиря.

## Галерея фотографій

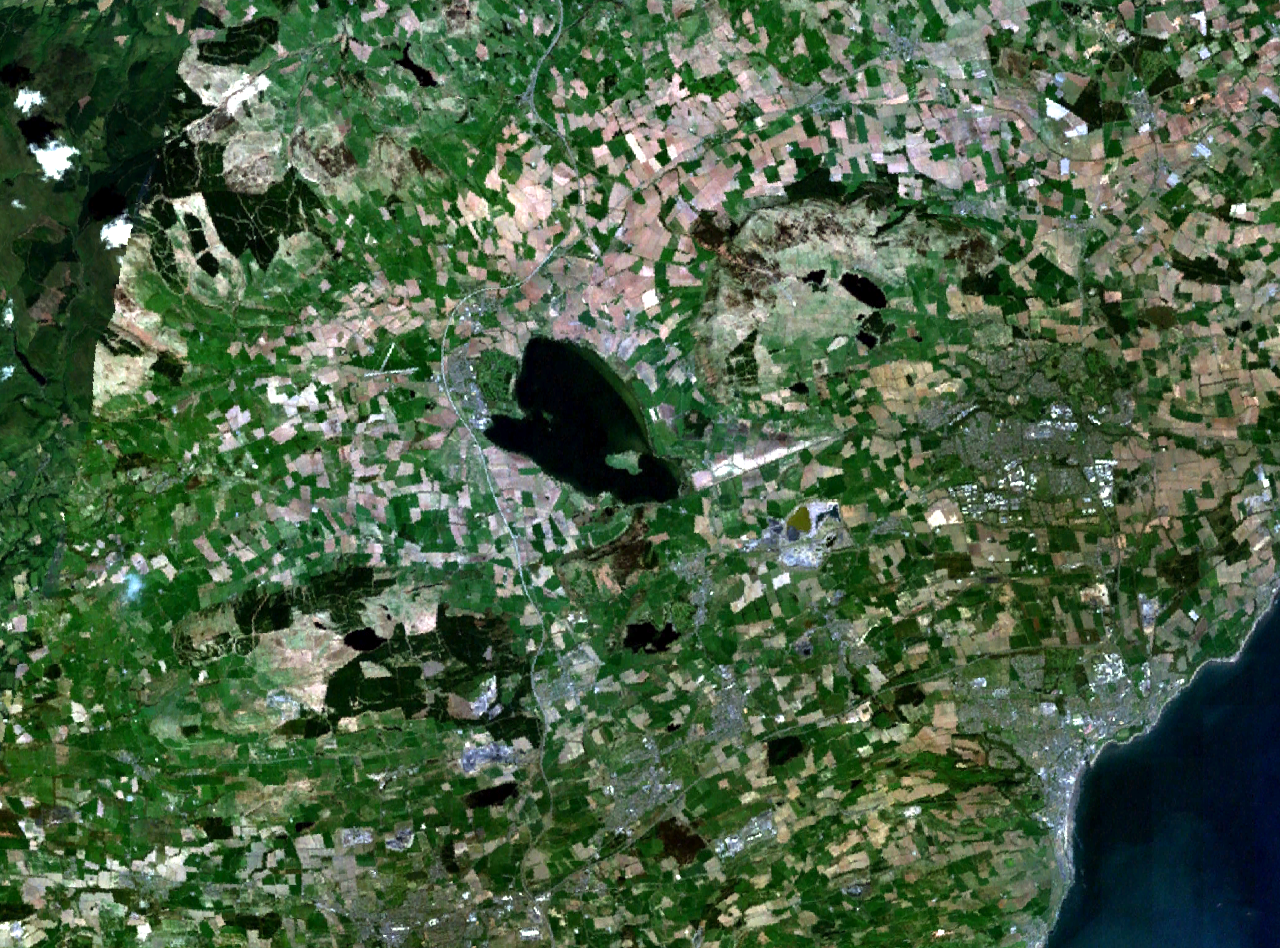
Аерокосмічний знімок озера Лох-Левен
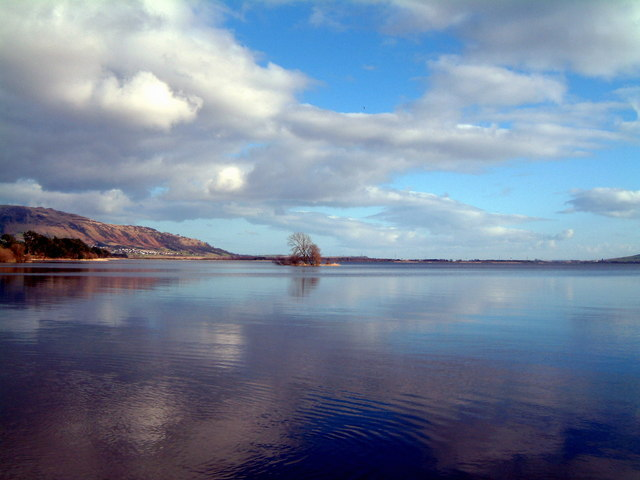
Озеро Лох-Левен
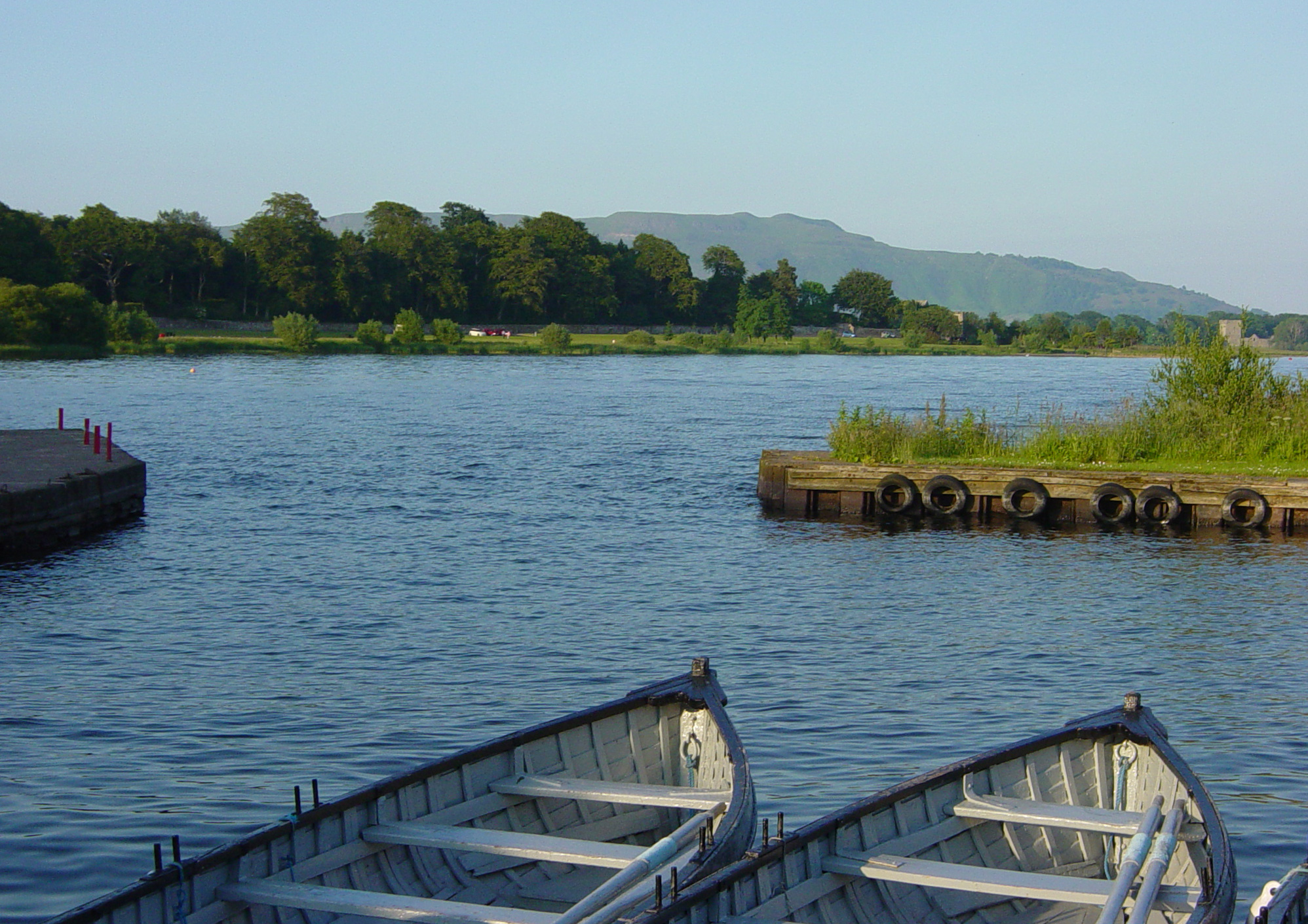
Вид на озеро з боку міста Кінросс
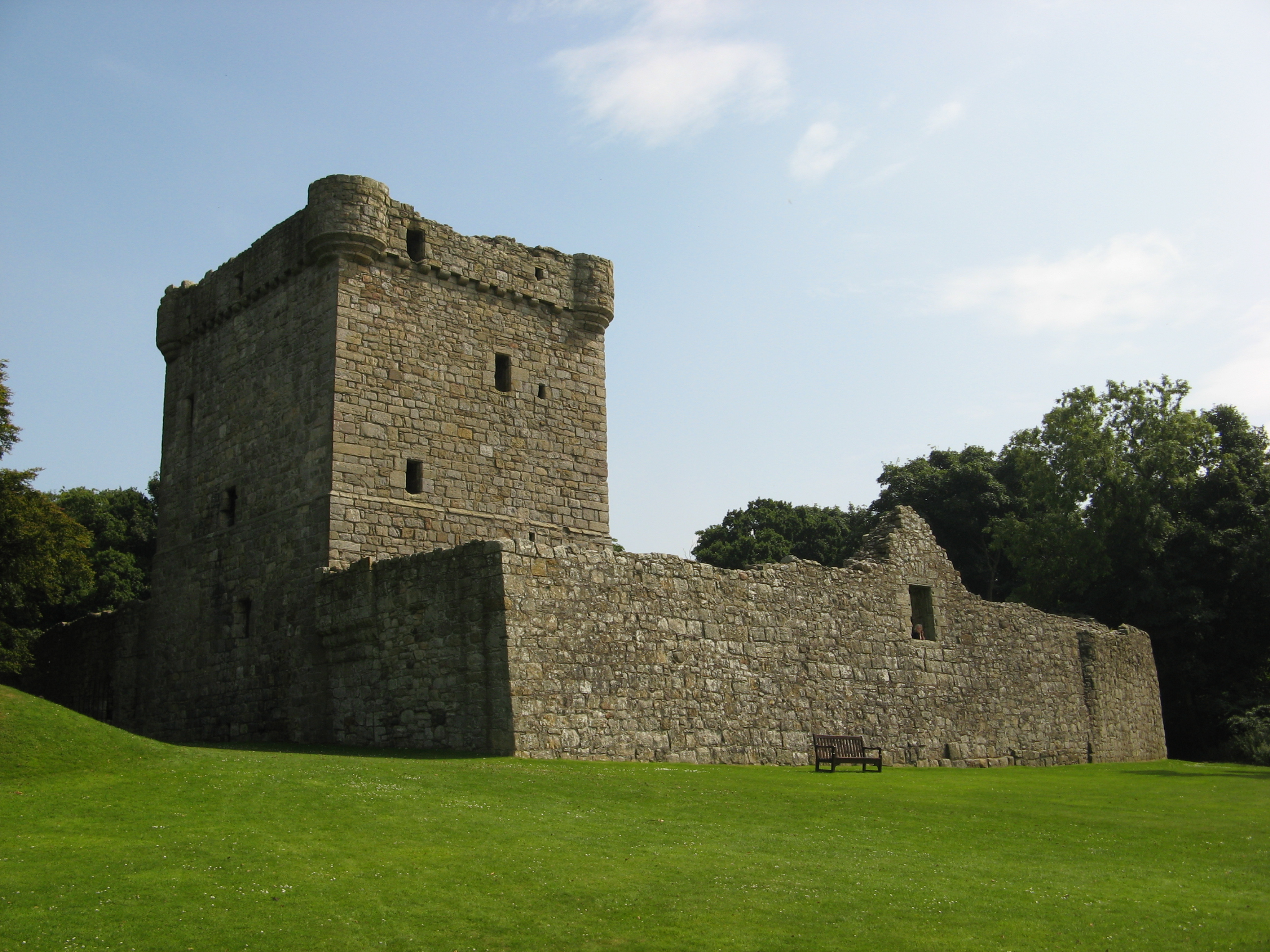
Західна стіна замку Лохлевен